# هانس ميكلسن
هانس ميكلسن (بالنرويجية البوكمول: Hans Michelsen)‏ هو نحات نرويجي، ولد في 1789، وتوفي في 20 يونيو 1859.